# Latouchia davidi
Latouchia davidi är en spindelart som först beskrevs av Simon 1886.  Latouchia davidi ingår i släktet Latouchia och familjen Ctenizidae.
Artens utbredningsområde är Tibet. Inga underarter finns listade i Catalogue of Life.